# Trinitroceluloza
Trinitroceluloza (nitroceluloza, celulozni nitrat, TNC, malodimni barut, bezdimni barut, C6H4O6N2) je puščani prah, 3 do 5 puta jači od crnoga baruta. Bezdimni barut potpuno je istisnuo dimni barut. Gori brže i bolje od crnoga baruta, ali je i do danas potpuno istisnio dimni barut. 1886. godine je postupno nadomjestio u vatrenom oružju svih vrsta. Dobiva se nitriranjem celuloze (npr. pamuka) (starter-metak) ili pak drvenog ugljena koji je preteča celuloze (obični bojni metak). Svaka država koja ima svoju tvornicu oružja, pa njenu proizvodnju, tj. sastojke i ostale stvari vezane uz nju reguliraju oni po standardima. U nekim državama je nitrirano brašno ili škrob. U starter-metku je žute ili bijele boje u obliku plosnatijih kuglica, pamuka ili praha, dok u bojnim mecima crne u obliku kuglica, listića ili valjkastih sitnih oblika. Pri dodiru s plamenom ne eksplodira nego izgara vrlo brzo. Brzina izgaranja mu je: VoD (cca)= 7300 m/s, uz stvaranje „efekta vatrene kugle“, velike jake svjetlosti. Pri izgaranju razvija samo plinovite produkte. Plinovi nastali njegovom eksplozijom ne uzrokuju rasprsnuće čahure i cijevi, nego potiskuju i izbacuju metak. Bizantnost u usporedbi s TNT-om je 0.78. Kod TNC-a najviše se mora paziti da ne dođe u dodir s plamenom ili možda iskrom, osim tog nedostatka, vrlo je stabilna.
Primarni (inicijalni) je eksploziv, a ujedno i jedini potisni eksploziv, neosjetljiv na udarce, ali vrlo osjetljiv na plamen.
S njom se pune torpeda, granate, raketni pogoni, vojne rakete, kao dodatak nitroglicerinu da se dobi bezdimni prah ili eksplozivna želatina, detonirajućim kapislama, itd... Upotrebljava se još za izbacivanje taneta (zrna) iz čahure (cjelokupnog metka) ili pak iz raznog streljnog i vatrenog ili artiljerijskog oružja raznog kalibra i tu služi kao potisni eksploziv.
Malodimni baruti sastoje se od želatinizirane nitroceluloze. U zavisnosti od želatinizatora, malodimni baruti mogu biti: nitrocelulozni, nitroglicerinski, diglikolski i ganidinski. Malodimni baruti se izrađuju u obliku pločica, traka i cijevi s jednom ili više rupa. Vrstom baruta, veličinom i oblikom barutnih zrnaca regulira se priliv plinova pri sagorijevanju baruta. Malodimni baruti se vremenom mijenjaju, postaju nestabilni i opasni za čuvanje. Zbog toga se svake druge godine vrši ispitivanje stabilnosti baruta. Vijek trajanja malodimnih baruta je oko 20godina.
Postoji još i dinitroceluloza, ali ona ima čudan plastični (PVC) oblik i od nje su napravljene loptice za stolni tenis.